# Les Contes du jeudi

Les Contes du jeudi est une émission de télévision québécoise pour la jeunesse diffusée à partir du 14 janvier 1954 à la Télévision de Radio-Canada.

## Synopsis
L'émission se divise en deux parties. La fée Ninon fait la narration de contes merveilleux, avec illustrations. Puis, l'ami Pierre dans la boutique de jouets explique à sa façon les Fables de La Fontaine.

## Distribution
- Pierre Dagenais : l'ami Pierre
- Nini Durand : la fée Ninon

## Fiche technique
- Scénarisation : Pierre Dagenais et Marie Delorme
- Réalisation : Jean-Louis Huard et Lisette Le Royer
- Assistante à la réalisation : Andrée Gingras
- Musique : Léo Lesieur (orgue et céleste)
- Conception des décors : Robert Prévost
- Costumes : Laure Cabana et Régor